# سلول غلظتی
سل‌های غلظتی(به انگلیسی: Concentration cell) گونه‌ای از سل‌های گالوانی هستند که در آن دو نیم سل مشابه از نظر ترکیبات شیمیایی وجود دارد که تنها تفاوت آن‌ها در غلظت مواد تشکیل دهنده است. ولتاژ حاصل از این نوع پیل‌ها بر اساس معادله نرنست محاسبه می‌شود. به دلیل آن که این نوع سل گالوانی ولتاژهای پایین (در حد چند میلی ولت) تولید می‌کند، در تولید انرژی چندان کاربرد نداشته و بیشتر در مطالعات زیست شناسی و در بررسی رفتار سلول‌های عصبی و انتقال پیام‌های عصبی مورد بررسی قرار می‌گیرد.